# Ko Arima
Ko Arima (有馬 洪, Arima Ko, 22 augustus 1917) is een Japans voormalig voetballer die als middenvelder speelde.

## Clubcarrière
Arima speelde voor University of Tokyo LB en Sankyo Pharmaceuticals. Arima veroverde er in 1949 de Beker van de keizer.

## Japans voetbalelftal
Ko Arima maakte op 7 maart 1951 zijn debuut in het Japans voetbalelftal tijdens een Aziatische Spelen 1951 tegen Iran. Ko Arima debuteerde in 1951 in het Japans nationaal elftal en speelde 3 interlands.

## Statistieken
| Japans voetbalelftal | Japans voetbalelftal | Japans voetbalelftal |
| Jaar                 | Wed.                 | Dlp.                 |
| -------------------- | -------------------- | -------------------- |
| 1951                 | 3                    | 0                    |
| Totaal               | 3                    | 0                    |